# Tmesisternus andaii
Tmesisternus andaii är en skalbaggsart som beskrevs av Gilmour 1952. Tmesisternus andaii ingår i släktet Tmesisternus och familjen långhorningar.
Artens utbredningsområde är Irian Jaya. Inga underarter finns listade i Catalogue of Life.